# Herb gminy Świdwin
Herb gminy Świdwin – jeden z symboli gminy Świdwin.

## Wygląd i symbolika
Herb przedstawia na tarczy w polu srebrnym wieżę obronną blankowaną z jednym oknem i wejściem bez drzwi. Wieża umieszczona jest pomiędzy dwiema gałązkami świdwy o dwóch liściach i czterech owocach. Wszystkie elementy są koloru czerwonego.